# Eugenio Jiménez Corera
Eugenio Jiménez Corera (Pamplona, 1848-Madrid, 1910) fue un arquitecto español. 

## Biografía
Nació el 15 de noviembre de 1848 y era natural de la ciudad navarra de Pamplona.
En 1879 se tituló como arquitecto en Madrid. Trabajó el estilo neomudéjar en la construcción de algunos edificios en esta ciudad, y colaboró con Carlos Velasco Peinado.  Falleció en Madrid hacia mediados de mayo de 1910.

## Obra

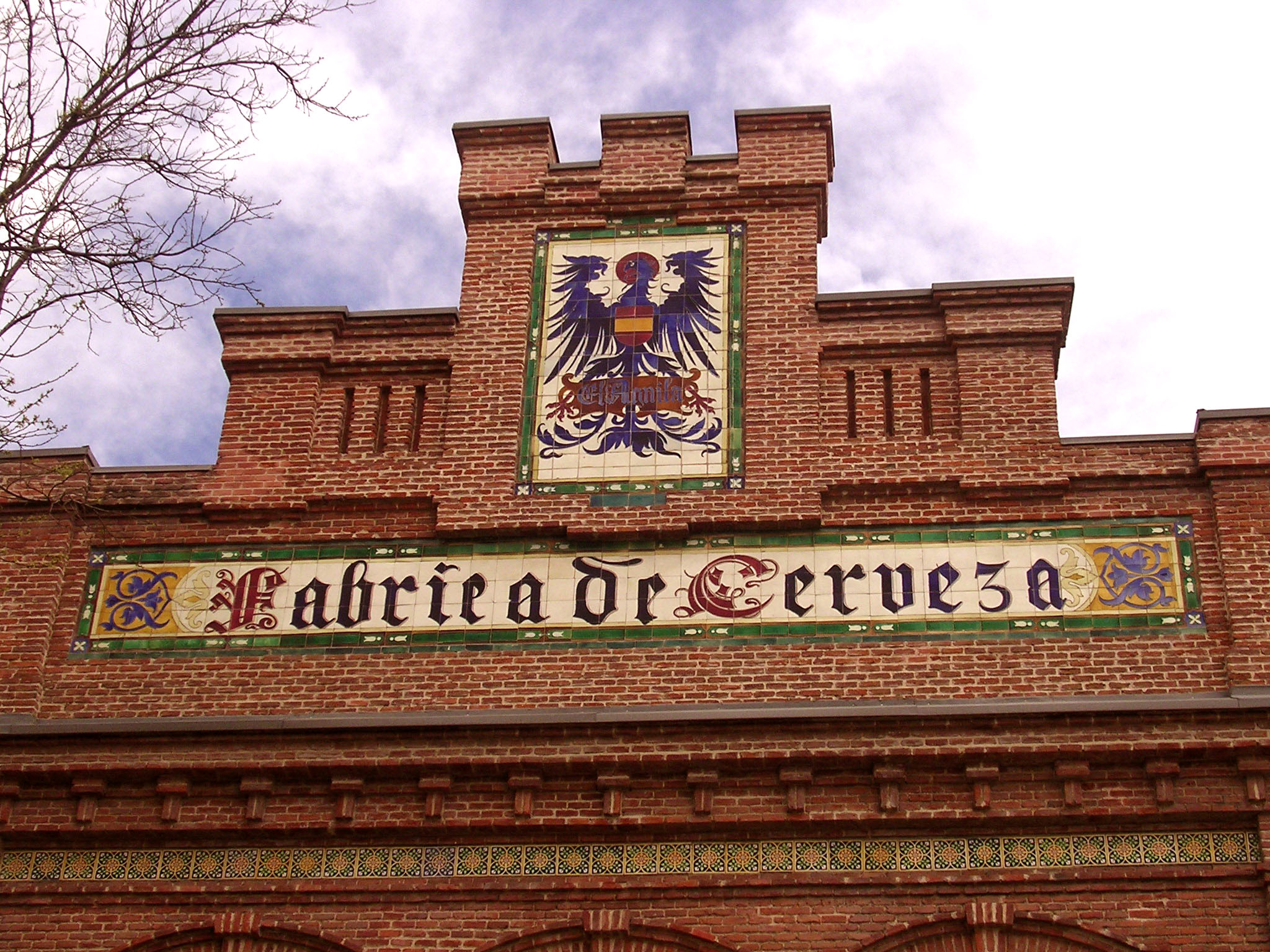
El antiguo edificio industrial de la fábrica de Cervezas El Águila, reconvertido como Biblioteca Regional Joaquín Leguina.

- La iglesia de San Fermín de los Navarros; edificio neomudéjar proyectado en 1886 y construido de 1886 a 1890 en el actual paseo de Eduardo Dato.[3]
- Templo parroquial de la Concepción
- El parque de desinfección de la calle de Bravo Murillo.
- Fábrica de cerveza El Águila en 1900.
- El Hotel para el Duque de Aliaga.